# Capitan Fuentes Martinez Airport Airport
Capitan Fuentes Martinez Airport Airport är en flygplats i Chile.   Den ligger i provinsen Provincia de Tierra del Fuego och regionen Región de Magallanes y de la Antártica Chilena, i den södra delen av landet, 2 200 km söder om huvudstaden Santiago de Chile. Capitan Fuentes Martinez Airport Airport ligger 27 meter över havet.
Terrängen runt Capitan Fuentes Martinez Airport Airport är platt åt nordväst, men åt sydost är den kuperad. Trakten runt Capitan Fuentes Martinez Airport Airport är nära nog obefolkad, med mindre än två invånare per kvadratkilometer.. 
Trakten runt Capitan Fuentes Martinez Airport Airport består i huvudsak av gräsmarker.